# Phytomyza aquilegiana
Phytomyza aquilegiana är en tvåvingeart som beskrevs av Frost 1930. Phytomyza aquilegiana ingår i släktet Phytomyza och familjen minerarflugor. Inga underarter finns listade i Catalogue of Life.